# Вязовка (приток Самары)
Вязовка — река в России, протекает по Бузулукскому району Оренбургской области. Длина реки составляет 24 км. Площадь водосборного бассейна 166 км².
Начинается севернее села Верхняя Вязовка, течёт в общем южном направлении. Впадает в Самару справа между лесом Тельник и урочищем Сарминские Сосны на высоте 70,4 метра над уровнем моря.
Основные притоки — Елховка, Бабья Каша, Кирмецкий, Цабанный (все — левые).

## Данные водного реестра
По данным государственного водного реестра России относится к Нижневолжскому бассейновому округу, водохозяйственный участок реки — Самара от Сорочинского гидроузла до водомерного поста у села Елшанка. Речной бассейн реки — Волга от верховий Куйбышевского вдхр. до впадения в Каспий.
Код объекта в государственном водном реестре — 11010001012112100006730.